# Diablo (игра)
Diablo — компьютерная игра в жанре Action/RPG, разработанная американской студией Blizzard North (ранее Condor) и выпущенная Blizzard Entertainment для Microsoft Windows в 1996 году. В 1997 году вышло не каноничное (неофициальное) дополнение под названием Diablo: Hellfire, разработанное компанией Sierra Entertainment. В 1998 году была выпущена версия игры для игровой приставки PlayStation, разработанная Climax Studios и изданная компанией Electronic Arts. С 7 марта 2019 года игра доступна для приобретения в магазине цифровой дистрибуции GOG.

## Сюжет

### Предыстория
События игры разворачиваются во вселенной, разделенной на мир смертных людей (Санктуарий), Сияющие Небеса и Пылающая Преисподняя (Ад). Спустя столетия Вечного Противостояния ангелов и демонов трио владык Ада, Великие Воплощения Зла — Мефисто (Владыка Ненависти), Баал (Владыка Разрушения) и Диабло (Владыка Ужаса) — решили добиться победы над противником через влияние на мир смертных. Они сеяли хаос, ненависть и недоверие в Санктуарии, пока группа магов, известных как Хорадримы, не заключила владык Ада в кристаллы под названием «Камни души». Один из таких камней, с заключенным Диабло, был похоронен глубоко в пещерном лабиринте, над которым впоследствии был возведён монастырь Хорадримов.
Спустя много поколений истинное предназначение монастыря было забыто, и он постепенно пришёл в запустение. Рядом с руинами появился небольшой городок Тристрам. Когда владыка здешних земель король Леорик решил построить на фундаменте монастыря Собор, Диабло начал манипулировать разумом его архиепископа Лазаря, убеждая того разрушить Камень души. Через архиепископа Диабло добрался до самого короля Леорика, заставляя его нападать на соседние королевства, после чего овладел разумом сына короля, принца Альбрехта.
В Тристраме стали твориться странные вещи: начали пропадать люди посреди ночи, в катакомбах под Собором появились демонические существа и нежить. Не находя ни у кого защиты, большинство жителей города бежало. В это время в город приходит одинокий путник, некогда живший в городе…

### События игры
Игра начинается с прибытием главного героя в Тристрам (согласно поздним материалам, это был старший сын короля Леорика воин Эйдан, однако игровой процесс допускает иное развитие событий, в зависимости от выбранного игроком персонажа). Немногие из жителей осмелились остаться в проклятом городе, среди них были старейшина города Декард Каин, кузнец Грисволд, ведьма Адрия и лекарь Пепин. Они дают герою поручение выяснить, что произошло в катакомбах Собора, в котором сгинули солдаты во главе с самим королём Леориком и архиепископом Лазарем. Спускаясь всё ниже и ниже в подземелья, главный герой находит и Леорика, поднятого из мёртвых как Король-Скелет, и Лазаря, ставшего тёмным колдуном. Оказавшись на самом нижнем уровне — в Аду, главный герой сражается и побеждает смертную форму Диабло — самого принца Альбрехта. Вынув изо лба поверженного демона Камень Души, герой вставляет его себе в лоб. Диабло на время побеждён, но дорогой ценой: герою ничего не остаётся, как, сдерживая натиск демона, отправиться в таинственные земли Дальнего востока, где, возможно, он сможет найти способ уничтожить Камень Души и найти спасение.

### События после игры
В печатном издании 2013 года «Diablo III: Book of Tyrael», рассказывающем об истории вселенной Diablo, раскрываются канонические имена трёх протагонистов Diablo. Воина, разбойницу и мага зовут Эйдан, Мореина и Джазрет (Aidan, Moreina и Jazreth) соответственно. Все они закончили очень плохо. Эйдан превратился в Тёмного Странника и отправился странствовать по Санктуарию, чтобы освободить двух других Великих Воплощений Зла. Мореина вернулась в Монастырь Недремлющего Ока, где попала под влияние внучатой племянницы Диабло Андариэль, Девы Мучений, которая превратила её в демонессу по кличке «Кровавый Ворон». Джазрет направился в Лут Голейн, где увлёкся запретной магией и превратился в злодея Призывателя. Кровавый Ворон и Призыватель были убиты протагонистами по сюжету Diablo II, а тело Эйдана Диабло использовал для того, чтобы вновь вернуть себе плоть и кровь, в результате чего превратился в Диабло Второго, но снова был повержен.

## Игровой процесс
Перед началом игры игрок может выбрать между тремя классами персонажей, отличающимися основными характеристиками и умениями:
- Воин (англ. Warrior) — обладает бо́льшим запасом здоровья, чем все другие персонажи в игре. Эффективно сражается с помощью оружия ближнего боя. Уникальное умение — починка поврежденных предметов.
- Разбойница (англ. Rogue) — самый ловкий и быстрый персонаж в игре, но обладает относительно небольшим запасом здоровья. Прекрасно использует луки для борьбы с врагами на расстоянии. Уникальное умение — обнаружение и обезвреживание ловушек.
- Волшебник (англ. Sorcerer) — обладает самым маленьким запасом здоровья в сравнении с другими персонажами, поэтому почти не может сражаться в ближнем бою, но лучше остальных персонажей обращается с магией, поэтому способен наносить значительный урон на расстоянии. В распоряжении волшебника есть несколько заклинаний массового действия. Уникальное умение — перезарядка магических посохов.

Игра выполнена в стиле тёмного фэнтези. Игроку предлагается в одиночку или с другими игроками (в случае многопользовательской игры) отправиться в подземелья города Тристрам, наводнённые различными демонами, нежитью и прочими злыми созданиями. Продвигаясь всё глубже и глубже по 16 уровням подземелья, игрок в конце концов попадает в Ад, где он должен найти и убить Диабло, главного босса игры.
Путешествуя по подземельям, игрок может находить доспехи, оружие и другие предметы, которые улучшают характеристики его персонажа. Некоторые предметы являются магическими, которые могут не только улучшать, но и ухудшать некоторые параметры персонажа. Первоначально игроку неизвестны настоящие характеристики магического предмета, для этого ему необходимо либо использовать свиток опознания, либо обратиться к старейшине Тристрама Декарду Каину. Также в игре существуют уникальные предметы с фиксированными свойствами, которые могут попадаться игроку при убийстве монстров или открытии сундуков.
Разработчиками игры был поставлен большой акцент на процедурно генерируемые объекты. К ним относятся разновидности монстров, с которыми игрок может встретиться во время игровой сессии, наборы предметов, квестов из списка доступных, а также случайным образом генерируемые уровни подземелий (за исключением областей, необходимых для выполнения квестовых задач и вписанных в планировку сгенерированного уровня). В результате игрок при каждом прохождении будет получать новый вариант игры, с новыми монстрами, квестами и уровнями.

## Локации
Локации игры разделены на четыре типа, по четыре уровня в каждом. Спускаясь всё ниже и ниже, игрок будет открывать новые типы локаций, населённые своими разновидностями монстров и содержащие собственные наборы квестов. На каждом уровне есть лестницы, ведущие на предыдущий и следующий уровень. На каждом пятом уровне есть лестница, которая ведёт прямо на поверхность.
- Склеп Собора — на первых уровнях герою предстоит сразиться со слабой нечистью, заселившей Собор: скелетами, стражами Леорика, зомби и демоническими зверями.
- Катакомбы — глубоко под Тристрамом расположены катакомбы, которые наводнили демоны Диабло. Герой сталкивается с козлоногими дикими хазра, горгульями и сплетателями иллюзий — коварными демонами, нападающими из темноты. На последних уровнях Катакомб расположились Владыки — крупные рогатые демоны, контролирующие нечисть в катакомбах.
- Пещеры — последним испытанием на пути в родной дом демонов являются лавовые пещеры, наводнённые огненными големами Диабло, крылатыми балрогами и огромным количеством огненных перерождений Ада — грубой силы Преисподней.
- Ад — самые нижние уровни, обитель демонеток-суккубов, тёмных рыцарей и колдунов. На последнем, шестнадцатом, уровне находится сам Диабло с многочисленной свитой.

## История разработки
Разработка Diablo началась в 1994 году, когда сотрудники Condor начали прорабатывать дизайн будущей игры. Согласно раннему дизайн-документу, игра представлялась как пошаговая ролевая игра в изометрической проекции в фентейзийном сеттинге. Уже тогда в концепцию игры закладывались такие основополагающие механики, как процедурно генерируемые подземелья, высокая реиграбельность и управление с помощью мыши. Планировалось, что игрок сможет генерировать персонажа, выбирая такие характеристики как раса (планировалось 5-6 рас, включая таких представителей как «люди холмов» или «люди лесов»), класс персонажа («воин», «вор», «маг»). Основных характеристик было четыре — «сила», «ловкость», «живучесть», «склонность к магии». Также была возможность выбирать заранее сгенерированного персонажа.
Согласно видению разработчиков, игра изначально должна была иметь открытый финал, который позволил бы, в случае успеха игры, создавать дополнения к ней с новым сюжетом.
На разработку планировалось потратить один год, используя ресурсы небольшой команды разработчиков численностью 11 человек. Уже тогда Diablo задумывалась пошаговой игрой, подобно всем играм жанра roguelike, но с поддержкой многопользовательской игры от двух игроков по модему или по сети. Проект никого не интересовал среди издателей, по воспоминаниям президента Condor Девида Бревика, «никто не хотел иметь дела с ролевой игрой для PC».
К тому времени Condor уже занималась разработкой игры Justice League Task Force для Sega Mega Drive, поэтому разработка Diablo была отсрочена до завершения проекта. В 1995 году, демонстрируя на выставке CES демо-версию игры, сотрудники неожиданно для себя узнали, что такой же игрой, но для Super Nintendo, занимается другая студия — Silicon & Synapse (издатель, поручивший разработку обеим студиям, не посчитал необходимым оповестить их об этом). Проекты обеих компаний оказались очень похожи друг на друга, по словам Девида Бревика, в ходе беседы с сотрудниками Silicon & Synapse «мы почувствовали в них родственную душу». Обе компании наладили между собой тесные связи, помогая друг другу в своих проектах. Так, во время разработки Warcraft: Orcs & Humans сотрудники Condor выполняли бета-тестирование игры. После успеха стратегии южной студии, взявшей новое название Blizzard Entertainment, у Condor, тоже сменившей к этому времени название на Blizzard North, наконец-то появились ресурсы для начала разработки Diablo. Источником вдохновения для игрового процесса была выбрана тактическая стратегия UFO: Enemy Unknown (откуда была заимствована изометрическая проекция), некоторые идеи, касающиеся интерфейса (в частности, автокарта), были заимствованы из Star Wars: Dark Forces.
Обе студии, тесно сотрудничавшие над проектом, постоянно обсуждали новые идеи, касающиеся сеттинга, механики и игрового процесса будущей игры. Главными изменениями, предложенными сотрудниками Blizzard Entertainment, стали переход игрового процесса из пошагового режима в режим реального времени и поддержка многопользовательской игры. Поначалу Девид Бревик, исполнявший в проекте роль ведущего разработчика, был категорически против смены режима игры, опасаясь, что подобное радикальное изменение повлечет за собой значительную трату ресурсов команды. Дебаты о смене режима внутри команды возникали постоянно, и в конце концов Бревик оказался в меньшинстве. Несмотря на опасения Бревика, реализация нового режима заняла всего лишь два дня: отпустив команду в пятницу, Бревик сумел за выходные реализовать основные изменения, и в понедельник всё уже было сделано. В итоге игровой процесс стал намного интенсивней, и это стало рождением жанра Action RPG.
Второе же предложение Blizzard Entertainment, касающееся реализации многопользовательской игры, оказалось намного сложнее для команды, не имевшей никакого опыта в разработке сетевых игр. В конечном счёте несколько разработчиков Blizzard North отправились в южную студию для того, чтобы перенять опыт разработки и внедрить сетевой код Battle.net в игру.
Завершающий этап разработки проекта сопровождался тотальной нехваткой времени («кранчем»): сдача проекта запаздывала на 8—9 месяцев. Попытка выпустить игру к рождественским праздникам 1996 года (самому прибыльному периоду для продаж) провалилась, в итоге коробки с готовой игрой были отгружены в последний день 1996 года — 31 декабря.

### Музыка
Музыкальное оформление к игре, выполненное в жанре фолк, было написано штатным композитором Blizzard North Мэттом Оулменом. Критиками отмечается, что музыка подземелий очень способствует погружению игрока в мир отчаяния, страха и спешки. Вместе с тем, тема города «Tristram» более спокойная, отражающая то, что это место безопасно для игрока, однако вместе с тем напоминающая, что в «тенях может таиться нечто страшное, неописуемое и немыслимое». Отмечается, что «Tristram» стала музыкальным символом всей серии Diablo, безошибочно идентифицирующим игру с первых же аккордов.
Шесть главных музыкальных тем Diablo («Intro», «Tristram», «Dungeon», «Catacombs», «Caves», «Hell») вошли в сборник «The Music Of Diablo 1996—2011: Diablo 15 Year Anniversary», вышедший на компакт-дисках в 2011 году и включивший также композиции из Diablo II и Diablo III.

## Критика

### Продажи
Согласно работавшему над проектом дизайнеру Максу Шайферу, студия рассчитывала реализовать по крайней мере 100 тысяч копий игры, однако положительные отзывы игровой прессы на предрелизную версию и интерес игроков позволил поднять планируемые продажи до 500 тысяч, но даже эта цифра оказалась заниженной по сравнению с итоговыми продажами. Уже 17 декабря 1996 года покупателями было предзаказано 450 тысяч копий, а старт продаж стал ажиотажным, с января 1997 Diablo прочно заняла первое место в списках продаж и удерживала его в течение трёх последующих месяцев, только к концу 1997 года интерес к игре начал спадать. Успеху игры способствовало также то, что после релизов других игр в рождественские праздники на рынке было затишье.
К концу 1997 года только в США было продано свыше 670 тысяч копий, к концу 1998 — 1,17 млн копий, что поставило игру на седьмую строчку в списке самых продаваемых игр в США начиная с 1993 года.
В мире продажи Diablo достигли 2 миллионов к сентябрю 1998 года.

### Обзоры изданий
| Сводный рейтинг              | Сводный рейтинг        |
| Агрегатор                    | Оценка                 |
| ---------------------------- | ---------------------- |
| GameRankings                 | 89,07 % (ПК) 80 % (PS) |
| Metacritic                   | PC: 94/100             |
| Иноязычные издания           |                        |
| Издание                      | Оценка                 |
| CGW                          | [ 30 ]                 |
| GameSpot                     | PC: 9,6/10 PS: 8,3/10  |
| PC Gamer (US)                | 90 %                   |
| PC Zone                      | 88/100                 |
| Macworld                     | [ 35 ]                 |
| Computer Games Strategy Plus | [ 36 ]                 |
| PC Magazine                  | [ 37 ]                 |
| Next Generation              | PC:                    |
| PC Games                     | PC: A                  |
| Русскоязычные издания        |                        |
| Издание                      | Оценка                 |
| «Мир фантастики»             | 10 / 10                |

Diablo получила всеобщее признание игровой прессы, средний рейтинг на Metacritic составил 94 из 100. Большинство изданий положительно отмечали реиграбельность и процедурную генерацию уровней, превосходную графику, соответствующее игровому погружению музыкальное оформление и большое количество игровых предметов, врагов, уровней и квестов.
Все рецензенты отметили многопользовательскую игру одной из сильнейших сторон Diablo, значительно повышающую реиграбельность. Некоторые критики даже сравнивали сетевой режим Diablo с сетевыми поединками Quake, позволяющим игрокам сражаться в игре вместе или против друг друга. Многие критики также находили сходство игры с другим хитом — игрой Gauntlet, которую Diablo, тем не менее, превосходит по всем параметрам.
Обозреватель Macworld назвал только один существенный недостаток игры — слишком малую продолжительность игры.
Diablo получила премию «Игра 1996 года» от изданий Computer Gaming World, GameSpot и Computer Game Entertainment. Ряд изданий назвали её также лучшей ролевой игрой 1996 года

### Наследие
Ретроспективные обзоры называют Diablo одной из «лучших игр всех времен». Game Informer поместил её на 20 место в списке «100 лучших ролевых игр всех времен».
Для игры вышло одно дополнение — Diablo: Hellfire, вышедшее в 1997 году. Оно разрабатывалось не Blizzard North, а одним из подразделений Sierra Entertainment. В дополнении присутствовали новый класс персонажа, новые предметы и квесты, однако в игре отсутствовал сетевой режим.
В 1996 году Blizzard продала эксклюзивные права на разработку, издание и распространение консольной версии игры Electronic Arts, в результате чего в 1998 году вышел порт для PlayStation, разработанный Climax Studios. В этой версии также отсутствовал сетевой режим, однако была возможность кооперативной игры вдвоём. В европейский релиз для региона PAL также вошли переводы на французский, немецкий и шведский языки.
Игра выдержала несколько переизданий, начиная с 1998 года, входила в несколько сборников, включая Blizzard’s Game of the Year Collection, в котором были Diablo, StarCraft и Warcraft II: Tides of Darkness.
К 20-летию Diablo на BlizzCon 2016 было анонсировано бесплатное дополнение к Diablo III под названием The Darkening of Tristram, которое воссоздавало игровой процесс оригинальной игры. Дополнение содержало в себе 16-уровневое подземелье, четырёх основных боссов оригинальной игры, специальные графические фильтры и ограничение на передвижение персонажа в 8 направлениях, как в оригинале.